# مروة (شركة)
مروة هي شركة ملابس مغربية للنساء، أسسها كريم التازي سنة 2003. وكما أنه يعمل بها أكثر من 1100 عامل، حيث تتواجد الشركة في ثلاثة دول مختلفة، التي تتوزع فيها متاجرها التي تصل إلى نحو 79 محل أغلبيتها بالمغرب. ومعظم تصاميم المجموعة تعود لمصممين إسبان ومغاربة.

## نقط البيع
لمروة 79 محلا معضمها بالمغرب.
 لبنان : محلان
 الجزائر 6 : محلات
 المغرب 69 : محلا
 ليبيا : محلان